# Johann Paul Schilck

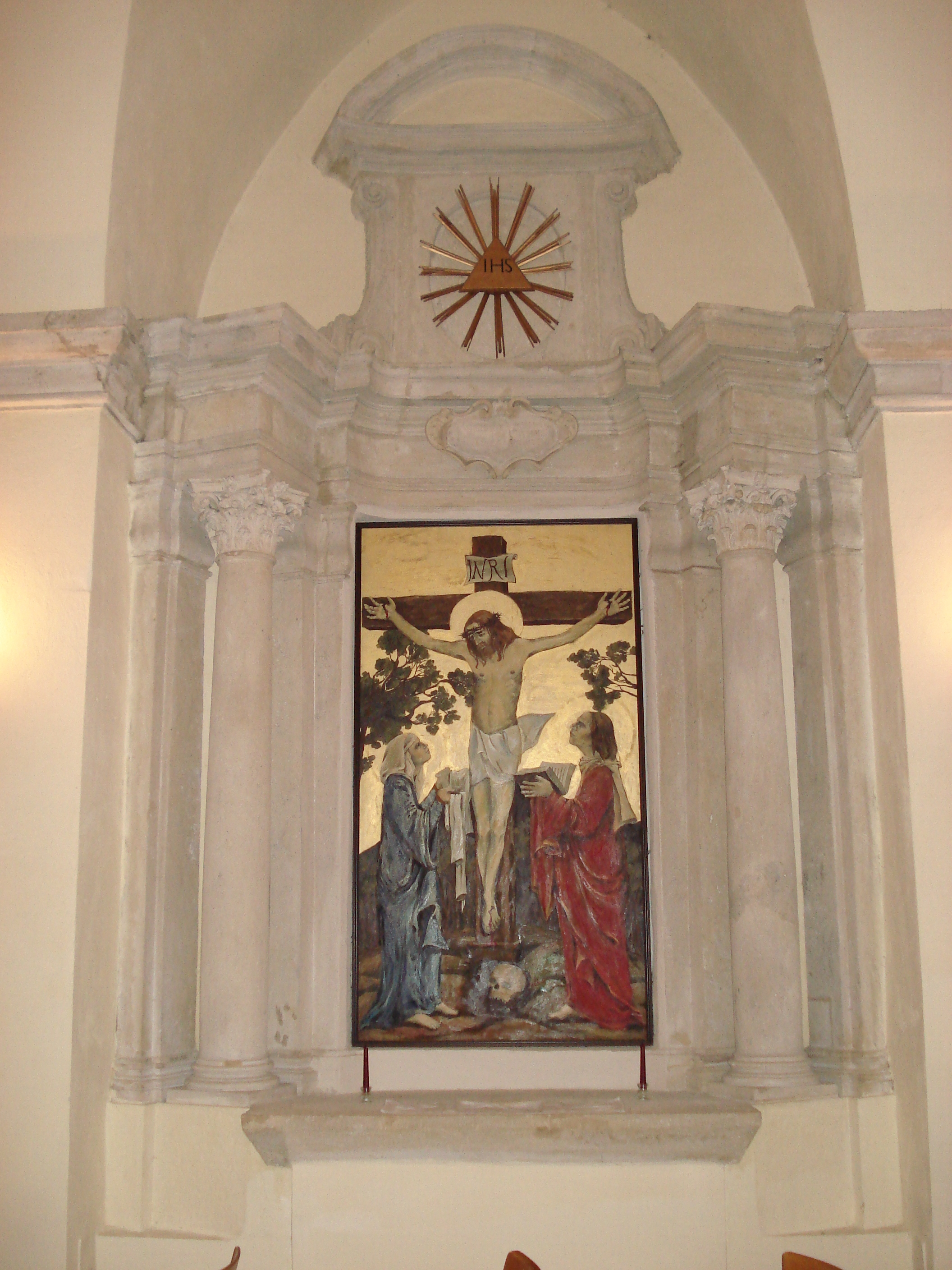
„Pery“-Altar, 1717 von Schilck restauriert, 1996 Altarblatt

Johann Paul Schilck (* 2. April 1668 in Ravelsbach, Niederösterreich; † 3. August 1745 in Kaisersteinbruch, Ungarn, heute Burgenland) war ein österreichischer Steinmetzmeister des Barocks und Richter in Kaisersteinbruch. Bruder des Steinmetzen Johann Thomas Schilck.

## Leben
Paul lernte das Steinmetzhandwerk in der Wiener Bauhütte bei Meister Johann Carl Trumler und wurde 1687 freigesprochen. Er wohnte im Eisenhutischen Haus neben dem Kaiserlichen Arsenal im Tiefen Graben.

### Heirat in Wien, danach Kaisersteinbruch
Catharina Fuxin, war eine Tochter von Antonius Pery und Anna Catharina Retacco, Witwe nach Meister Reichardt Fux, und geweste Richterin. Sie heiratete am 23. November 1700 in der Schottenkirche zu Wien in zweiter Ehe den Gesellen Johann Paul Schilck. Ein Trauzeuge war sein Lehrherr Meister Johann Carl Trumler. Die Witwe war 26 Jahre alt. Am 31. Oktober 1709 wurde Sohn Johann Paul jun. geboren.

## Steuerliste 1711
In der Steuerliste 1711 war Paul Schilck mit vier Weinkrügen und vier Kühen eingetragen.

### Richteramt
Das Amt des Richters führte Giovanni Battista Passerini aus, ihm folgte Sebastian Regondi, noch einmal hatten sich die Italiener im Steinbruch durchgesetzt. 1711 wurde Schilck Richter, so war es für das Ehepaar eine Ehrensache, den vom Vater/Schwiegervater Antonius Pery gestifteten und errichteten Altar in der Kaisersteinbrucher Kirche wieder instand zu setzen. Abt Gerhard Weixelberger erwähnt die Initiative in einem Brief. Catharina Schilckin ließ ihren Ehemann 1713 im Grundbuch einschreiben.

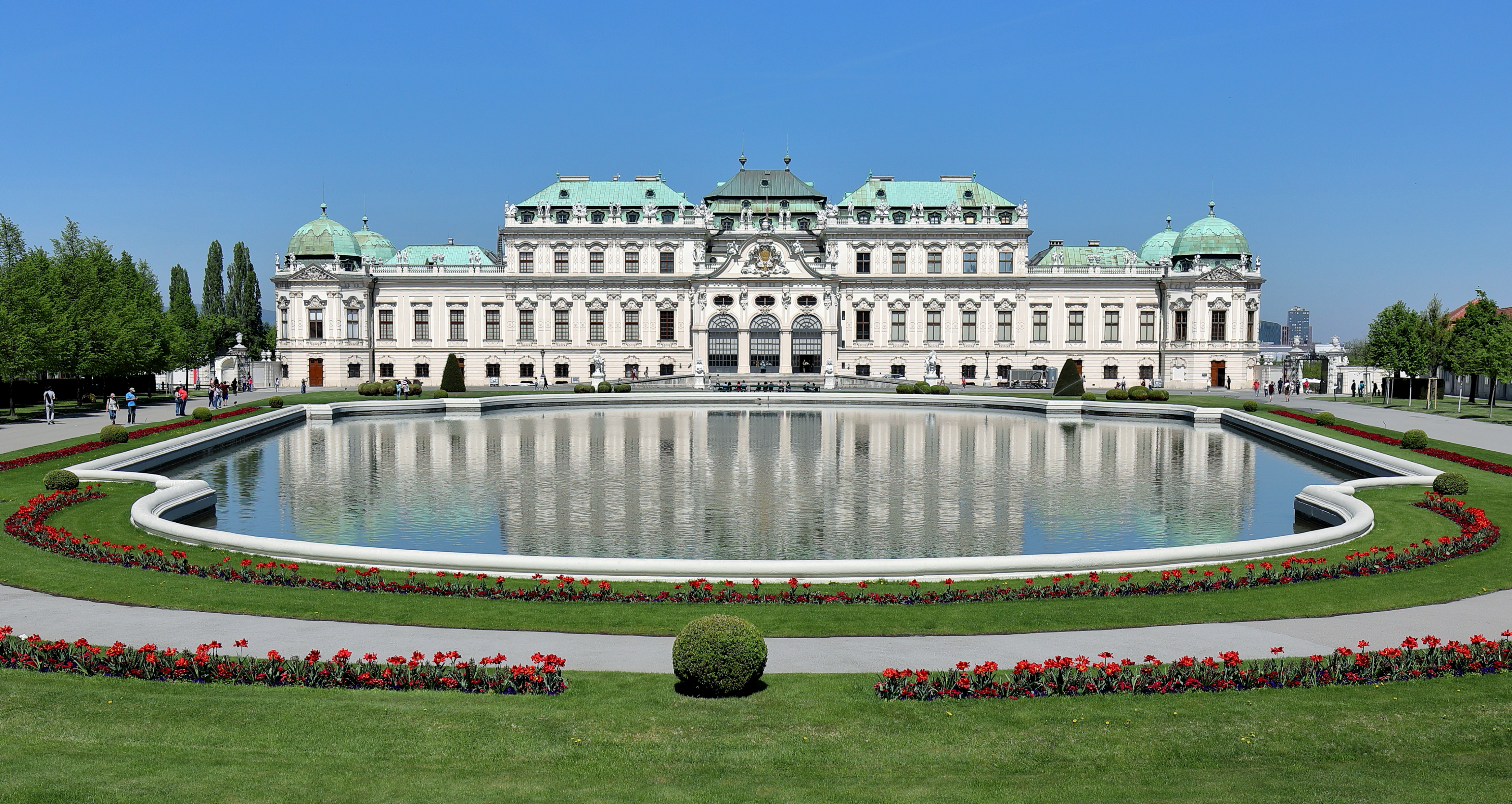
Oberes Belvedere
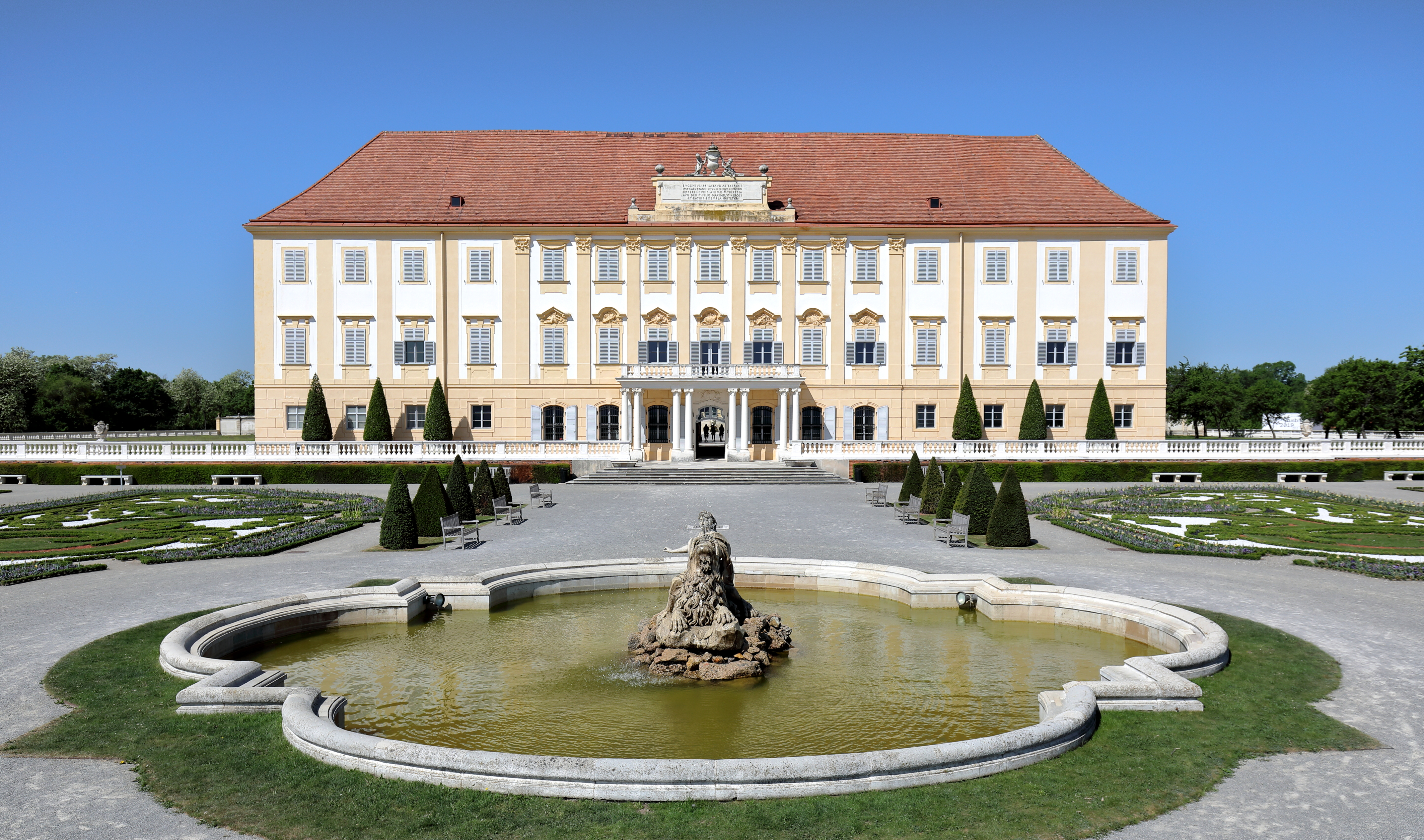
Schloss Hof, Brunnenbecken aus Kaisersteinbrucher Stein
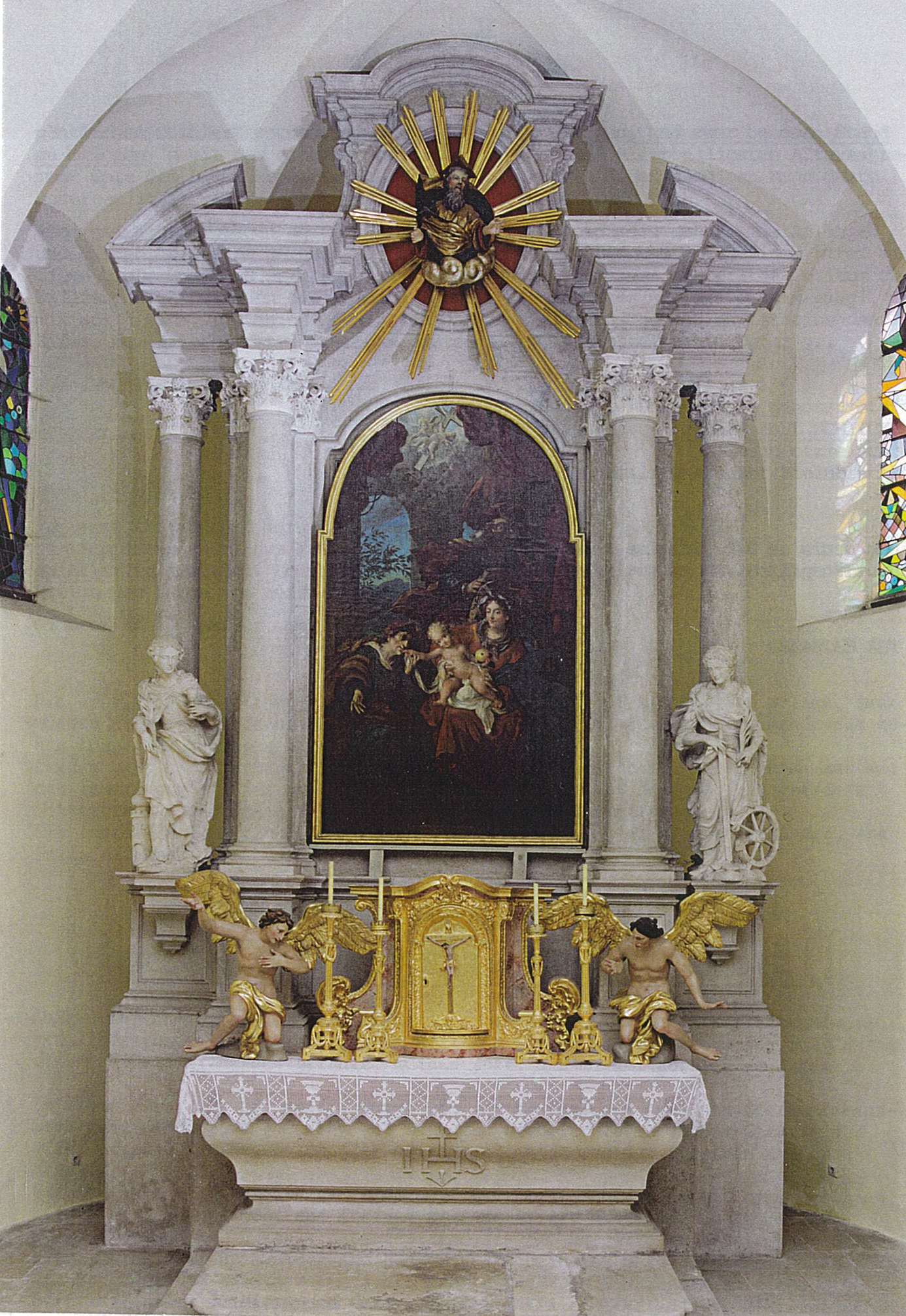
1720 Kaisersteinbruch Hochaltar, Mitarbeit von Schilck, ab 1990 neue Pracht
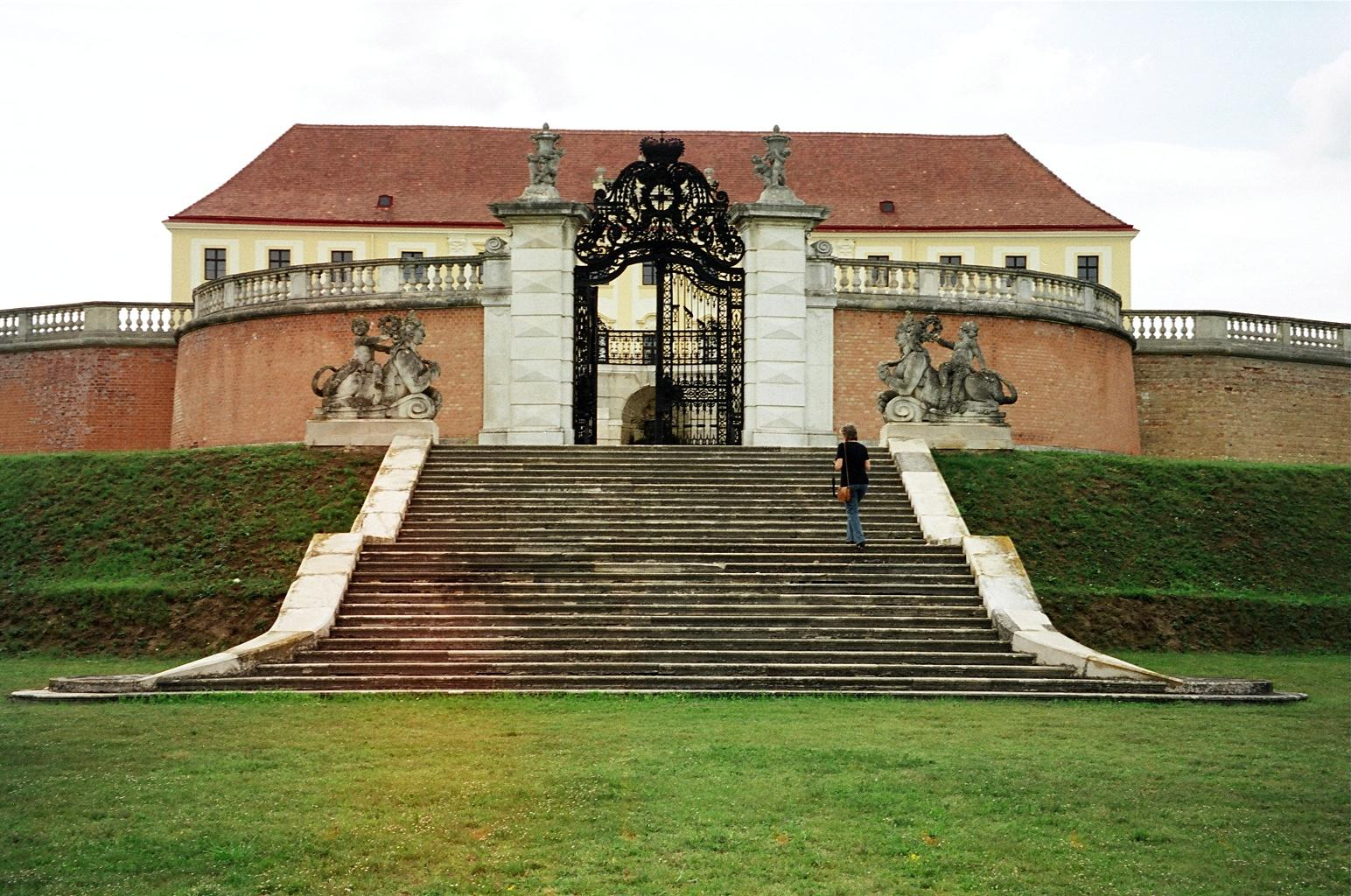
Schloss Hof, Große Treppenanlagen, ebenso

## Die Meister des Kaisersteinbrucher Steinmetzhandwerkes
Schilck amtierte als Richter von 1711 bis 1722, seine Mitmeister in diesen Jahren waren Johann Georg Haresleben, Elias Hügel, Ambrosius Hutter, Johann Baptist Kral, Sebastian Regondi, Simon Sasslaber, Franz Trumler und Johann Wieser. 1722 legte er das Richteramt zurück, Nachfolger wurde Hofsteinmetzmeister Elias Hügel.

## Salva Guardia-Privilegium für Kaisersteinbruch
→ Salva Guardia-Privilegium für Kaisersteinbruch#Kaiser und König Karl VI.
Kaiser Karl VI. erneuerte und bestätigte am 5. Dezember 1712 das Privilegium der Befreiung von militärischer Einquartierung den Meistern Johann Georg Haresleben, Sebastian Regondi, Johann Paul Schilck, Elias Hügel, Johann Baptist Kral und Simon Sasslaber.

## Eigenständige Viertellade für den kayserlichen Steinbruch 1714
Am 20. Dezember 1714 genehmigte und erneuerte der Kaiser die eigenständige Viertellade in Kaisersteinbruch.

## Streitfall am 5. August 1729: Paul Schilck und Elias Hügel
Verlass zwischen Paul Schilck und Elias Hügel vorgekommenen Verbal und Real Injurien betreffend. (- wörtliche und tätliche "Beschimpfungen")
In der angeordneten Beförderung zwischen Paul Schilck, Steinmetzmeister im Heyl. Creuzer Steinbruch, im eigenen und seiner Frau Namen als Kläger, dann Elias Hügel, Richter und Steinmetzmeister allda, als Beklagter, ist von der Löblichen Stift Heyl. Creuzer Herrschaft über die von beiden Teilen angebrachten und vorgenommenen schriftlichen und mündlichen Beschimpfungen beiderseits „ex offo“ (also von Amts wegen) aufgehoben, der Beklagte denen Klägern wegen des Baders Unkosten 6 Gulden bar geben, sowie beiden Teilen dasselbe Wort einend in das Gesicht - noch bei andern Leuten das Geringste.
Diesfalls sollen vorweg 50 Dukaten Pönfall gesetzt und das ewige Stillschweig auferlegt werden.
Schlussbemerkung: Die Unkosten des Baders lassen doch auf Tätlichkeiten und Verletzungen schließen.
Man bedenke: Maria Elisabetha, Hügels erste Ehefrau starb am 5. September 1728 mit 66 Jahren, er selber war 47. Bereits am 26. Dezember 1728 verheiratete er sich wieder. Das erste Kind mit Catharina, die am 7. August 1729 geborene Elisabetha starb 4 Tage später.

## Nachkommen
In den Kaisersteinbrucher Matriken lässt sich einzig der Lebensweg des jüngsten Sohnes Johann Paul weiter verfolgen, er heiratete im Juni 1734 die Sommereinerin Barbara Hoffbäuerin, drei Kinder wurden geboren. Am 23. September 1740 starb der junge Vater mit 31 Jahren. Der Besitz wurde seinem jungen Mitmeister Maximilian Trumler „verkauft“, die Witwe Barbara ehelichte 1745 Martin Huber, Käsestecher zu Bruck an der Leitha.

## Probleme zwischen italienischen und deutschen Steinmetzen
Im August 1738 entbrannte ein heftiger Konflikt mit nachfolgendem Gerichtsverfahren zwischen den welschen und teutschen Steinmetzen. (Die im Steinbruch sesshaften Italiener waren meist in dritter Generation hier anwesend.) Hier soll lediglich der auslösende Funke dargelegt werden, Meister Schilck sagte in seinem Garten beim Kegeln: Ich bin ein deutscher Steinmetz ...
Meister Johann Baptist Regondi bestätigte … Hiermit attestiere ich um der lieben Wahrheit willen, wie daß der Maister Max Trumler sich nächtlicherweise auf offener Gassen ausgeschrien, daß die teutschen Stainmözen mit Respect Huntzfider, Spitzbuben und Scheyskerl wehren – wird hiermit attestiert

## Ehrensäule für Elias Hügel
Nach dem Tod des herrschaftlichen Verwalters zu Königshof Pater Raymund Vitali am 13. September 1740 war die Kaisersteinbrucher Bruderschaft von einem schweren Druck befreit. Er handelte im Sinne eines Inquisitors und hatte Elias Hügel unehrenhaft als Richter abgesetzt. Johann Paul Schilck veranlasste als Zechmeister der Steinmetz-Zunft die Errichtung einer Ehrensäule für Meister Elias Hügel.
Durch die Ereignisse des Zweiten Weltkriegs steht die Säule nicht an ihrem ursprünglichen Platz im Bereich der Steinbrüche, sondern vor dem Schloss Königshof. Da nach dem Krieg nur Reste erhalten waren, wurde sie nach einer vorhandenen Zeichnung im Steinmetzmuseum errichtet und in Gemünden am Main, der Geburtsstadt Hügels, als Kopie aufgestellt.

## Salva Guardia-Privilegium für Kaisersteinbruch
→ Salva Guardia-Privilegium für Kaisersteinbruch#Königin Maria Theresia
1743: Das von ihrem Vater Kaiser Karl VI. gewährte Privilegium der Befreiung von militärischer Einquartierung wird den Meistern Elias Hügel, Joseph Winkler, Johann Baptist Regondi, Maximilian Trumler, Johann Paul Schilck und Franz Trumler erneuert und bestätigt. Da war Schilck bereits 75 Jahre alt.

## Tod
Am 23. April 1745 starb Catharina Schilck im Alter von 70 Jahren, am 3. August 1745 verstarb Johann Paul Schilck im Alter von 77 Jahren. Damit endet der Name Schilck in Kaisersteinbruch. Sein Epitaph befand sich im Kirchenboden, ist in Privatbesitz.
Das Steinmetzzeichen von Meister Schilck ist auf dem Kaisersteinbrucher Ortsstein des Bildhauers Alexandru Ciutureanu eingemeißelt.

## Werke
- 1717: Kaisersteinbrucher Kirche, Restaurierung des Pery-Altares, den Catharinas Vater errichtete
- 1720–1725: Oberes Belvedere
- 1720: Kaisersteinbrucher Kirche, einer der Constructores des Hochaltares
- 1725–1729: Schloss Hof, Großauftrag für die Bruderschaft unter Hügels Leitung

## Archivalien
- Archiv Mosonmagyaróvár Nr. 36/1494: Königlicher Beschluss von Maria Theresia.
- Wiener Stadt- und Landesarchiv: Steinmetzakten.
- Stift Heiligenkreuz Archiv: Kirchenbücher, Register.